# Charles Paix-Séailles
Pour les articles homonymes, voir Séailles (homonymie).
Charles Jules Octave Paix, dit Charles Paix-Séailles, né le 26 novembre 1879 à Douai et mort le 24 avril 1921 à Paris, est un publiciste français.

## Biographie
Il est le fils d'Octavie Paul, mariée avec Gabriel Séailles.

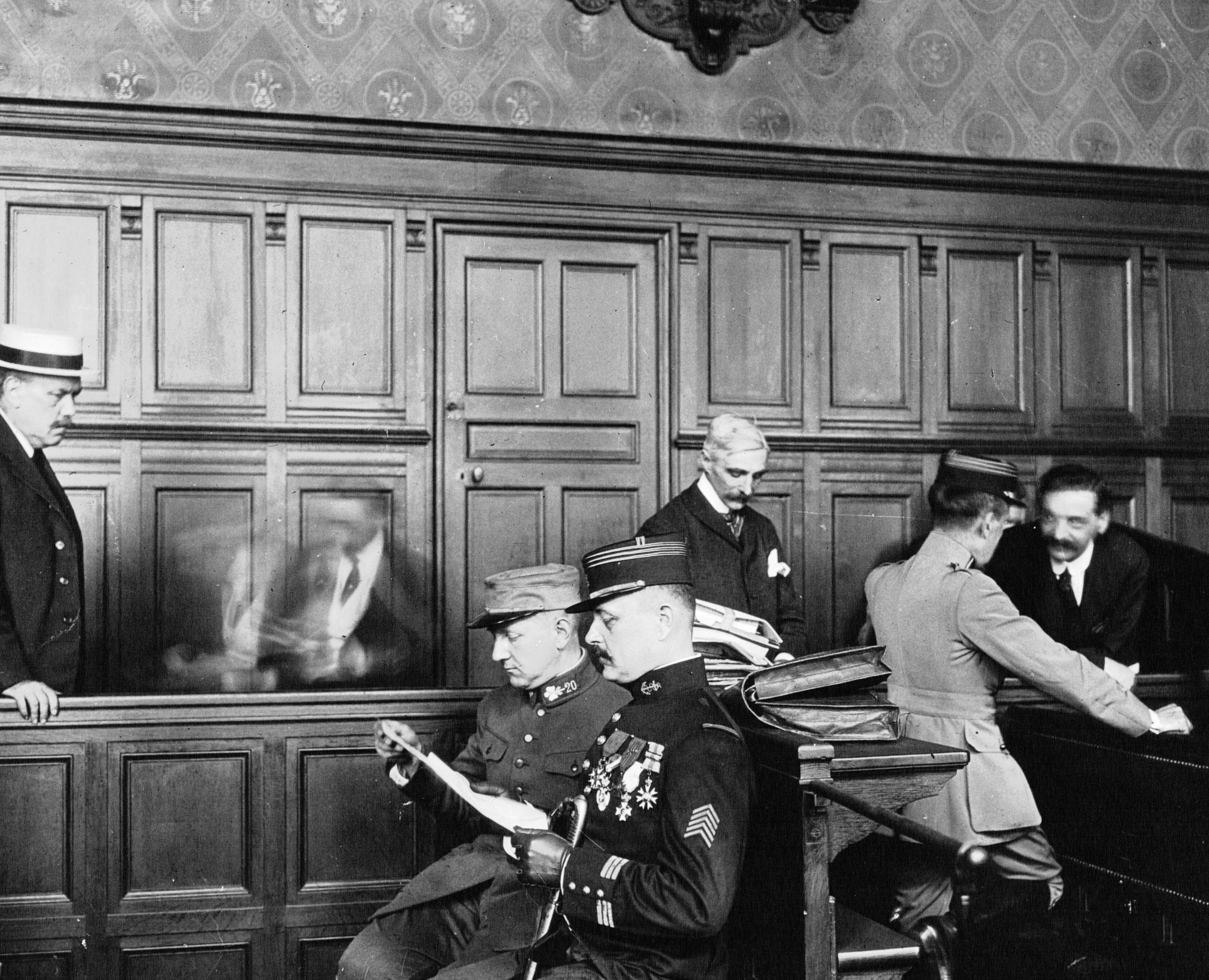
Côte-à-côte, le capitaine Mathieu (portant ses décorations) et Paix-Séailles lors de leur procès, mai 1918.

Il relance en 1913 avec André Morizet l'hebdomadaire socialiste Courrier européen. Pendant la Première Guerre mondiale, il est détaché au Ministère de la guerre comme sergent. Il est arrêté en 1917 pour avoir communiqué au journal anarchiste Le Bonnet rouge avec la complicité du capitaine Mathieu, aide de camp du général Sarrail, des documents concernant l'armée d'Orient,. Jugé à huis clos en mai 1918 par le 2e conseil de guerre, il est condamné à un an de prison avec sursis.
En 1921, il est impliqué avec son demi-frère Jean-Charles Séailles (époux de Spéranza Calo-Séailles) dans l'escroquerie des Rhums. Ruiné, Charles Paix-Séailles se suicide le 24 avril 1921.